# Pramlintida
Pramlintida, vendido sob a marca Symlin, é um medicamento usado para tratar diabetes tipo 1 e 2 em pessoas que usam insulina nas refeições. É administrado por injeção sob a pele.
Os efeitos secundários comuns incluem náuseas, perda de apetite e dor de cabeça. Outros efeitos secundários podem incluir níveis baixos de açúcar no sangue e reacções alérgicas. O uso não é recomendado em pessoas com gastroparesia. A segurança na gravidez não é clara. É um análogo da amilina.
Foi aprovado para uso médico nos Estados Unidos em 2005.